# Sporophila beltoni
Espèce
Statut de conservation UICN

 VU C2a(ii) : Vulnérable
Le Sporophile de Belton (Sporophila beltoni) est une espèce de passereaux découverte au Brésil et décrite en 2013. Les individus de cette espèce étaient autrefois considérés comme des formes à bec jaune du Sporophile gris-de-plomb (S. plumbea), mais s'en distinguent non seulement par d'autres traits morphologiques que par des différences dans le chant et les préférences écologiques.

## Publication originale
- (en) Márcio Repenning et Carla Suertegaray Fontana, « A new species of gray seedeater (Emberizidae: Sporophila) from upland grasslands of southern Brazil », The Auk, Washington, AOS, vol. 130, no 4,‎ octobre 2013, p. 791-803 (ISSN 0004-8038 et 1938-4254, OCLC 636759596 et 1518634, BNF 37574357, DOI 10.1525/AUK.2013.12167).